# デカン
デカン（英語: decane）は、化学式が C10H22 アルカンである。デカンには75種の構造異性体が存在するが、通常は化学式が CH3(CH2)8CH3 のノルマルデカン（n-デカン）をいう。いずれの異性体も性質が類似しているため、組成については注目されない。デカンはガソリンや灯油にわずかに（1%未満）含まれている。可燃性、揮発性があり、常温常圧で無色の液体。他のアルカンと同様に非極性溶媒であり、水には溶けない。燃料の成分ではあるが、他のアルカンとは異なり、化学原料としての重要性は低い。

## 反応
デカンは他のアルカンと同様に燃焼する。十分な酸素があれば、燃焼して水と二酸化炭素を生成する。
2 C10H22  +  31 O2  →  20 CO2  +  22 H2O
酸素が不足すると、一酸化炭素も生成される。

## 物理的性質
0.0238 N·m−1の表面張力を有する。